# Sd.Kfz. 254
Sd.Kfz.254 (Saurer RR-7) — колісно-гусеничний бронетранспортер, що був розроблений 1935 для збройних сил Австрії(нім. Bundesstaat Österreich) компанією Saurer як легкий артилерійський тягач і машина передового спостереження. Загалом було виготовлено 140 машин на цьому шасі.

## Історія
Прототип тягача без панцирного захисту RR-5 був розроблений відповідно до урядового замовлення для заміни старих тягачів і тракторів. Його випробовування завершили до 1937, і компанія Saurer отримала замовлення на 15 модернізованих тягачів RR-7. Він належав до популярного у 1930-х роках напрямку швидкохідних колісно-гусеничних машин, які на шосе пересувалися на колесах, як автомобілі, а на пересіченій місцевості на гусеницях, як танки (нім. Räder-Raupenfahrzeug).
До Аншлюсу у березні 1938 серійно виготовили 12 машин, і виробництво призупинили. До червня 1940 для шасі тягача розробили панцирний корпус, почали встановлювати радіостанцію. Згідно із замовлення на 140 панцирних передових артилерійських коректувальників (нім. gepanzerter Beobachtungskraftwagen) RR-7/2 (RK-7) до березня 1941 було виготовлено 128 машин. У складі Вермахту він отримав уніфіковане позначення Sd.Kfz.254. Компанія Saurer представила 1942 прототип панцирника з поворотною баштою, яка не пішла у серійне виробництво.